# Achille (1747)
Pour les autres navires du même nom, voir Achille (navire).
L’Achille est un vaisseau de ligne de deuxième rang portant 64 canons sur deux ponts. Il est construit à Toulon par Claude-Louis Coulomb. Il sert dans la Marine française de 1747 à 1761, date à laquelle il est perdu au combat. 

## Caractéristiques générales

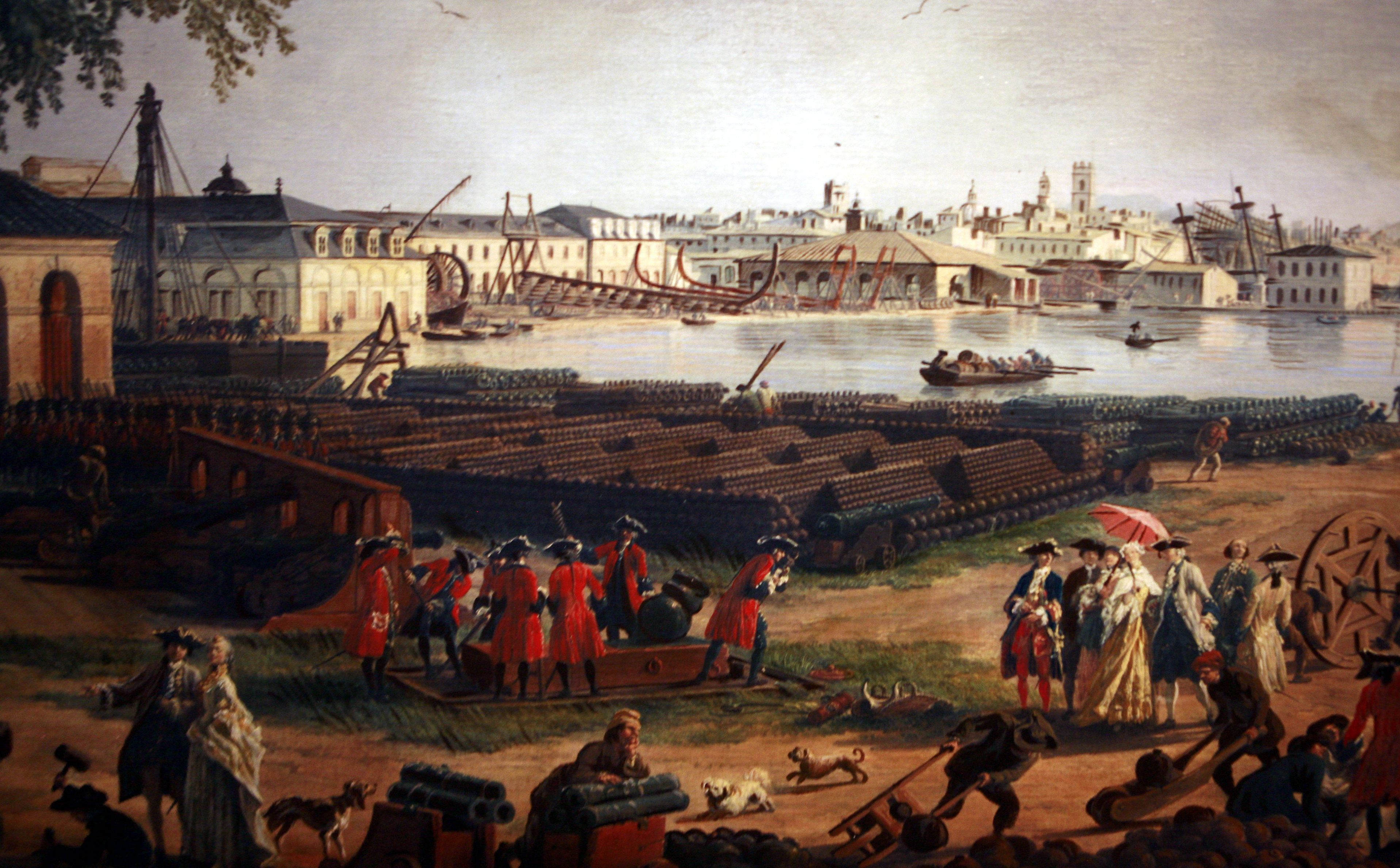
L’arsenal de Toulon avec ses cales de construction à l'époque où y a été lancé l’Achille.

L’Achille est un bâtiment moyennement artillé mis sur cale selon les normes définies dans les années 1730-1740 par les constructeurs français pour obtenir un bon rapport coût/manœuvrabilité/armement afin de pouvoir tenir tête à la marine anglaise qui disposait de beaucoup plus de navires. Il fait partie de la catégorie de vaisseaux dite de « 64 canons » dont le premier exemplaire est lancé en 1735 et qui est suivi par plusieurs dizaines d’autres jusqu’à la fin des années 1770, époque où ils sont définitivement surclassés par les « 74 canons. »
Comme pour tous les vaisseaux de guerre français de l’époque, sa coque est en chêne, son gréement en pin, ses voiles et cordages en chanvre. Il est moins puissant que les vaisseaux de 74 canons car outre qu'il emporte moins d'artillerie, celle-ci est aussi pour partie de plus faible calibre, soit : 
- 26 canons de 24 livres dans sa première batterie ;
- 28 canons de 12 livres dans sa seconde batterie ;
- 10 canons de 6 livres sur ses gaillards[1].

Cette artillerie correspond à l’armement habituel des 64 canons. Lorsqu'elle tire, elle peut délivrer une bordée pesant 540 livres (soit à peu près 265 kg) et le double si le vaisseau fait feu simultanément sur les deux bords. Elle est en fer, chaque canon disposant d'une réserve d’à peu près 50 à 60 boulets, sans compter les boulets ramés et les grappes de mitraille.
Pour nourrir les centaines d’hommes qui composent son équipage, l’Achille est aussi un gros transporteur qui doit, selon les normes du temps, avoir pour deux à trois mois d'autonomie en eau douce et cinq à six mois pour la nourriture. C'est ainsi qu'il embarque des dizaines de tonnes d’eau, de vin, d’huile, de vinaigre, de farine, de biscuit, de fromage, de viande et de poisson salé, de fruits et de légumes secs, de condiments, de fromage, et même du bétail sur pied destiné à être abattu au fur et à mesure de la campagne.

## La carrière du vaisseau pendant la guerre de Sept Ans
L’Achille est lancé alors que se termine la guerre de Succession d’Autriche, ce qui explique qu’il n’y participe pas. C’est l’œuvre presque unique du constructeur Claude-Louis Coulomb qui meurt l’année sa mise en service, à 23 ans. Lorsque la guerre reprend entre la France et l’Angleterre en 1755 il reste stationné à Toulon où il n’est pas immédiatement engagé puisqu’il ne participe pas à l’attaque contre Minorque et à la bataille navale qui s’ensuit (20 mai 1756). Un mois et demi plus tard, sous les ordres du capitaine De Pannat il connait sa première mission car il envoyé en renfort à l’escadre de La Galissonière en compagnie de l’Hector (74). Il arrive à Minorque le 2 juillet puis rentre sans encombre à Toulon une fois l’expédition terminée. 
En 1757, toujours commandé par De Pannat, il reprend la mer pour une mission dans les eaux d’Amérique du Nord. Il fait partie d’une petite escadre de quatre vaisseaux et deux frégates aux ordres du capitaine Joseph-François de Noble du Revest (sur l’Hector) qui doit rallier le port de Louisbourg. Cette force quitte Toulon le 18 mars et passe dans l’Atlantique le 5 avril en repoussant six vaisseaux anglais qui veulent lui barrer la route à Gibraltar. Elle arrive à Louisbourg le 15 juin et se combine à deux autres escadres arrivées séparément. Cette concentration de force permet de sauver Louisbourg d’une tentative de débarquement anglais en août-septembre. Mais au retour, en octobre, l’équipage de l’Achille est décimé (comme les autres navires de l’escadre) par le scorbut puis le typhus. Il arrive à Brest le 23 novembre. Les malades qu’il débarque contribuent à contaminer toute la région, faisant des milliers de morts. Il n’est pas présent dans les combats de 1758 et 1759 (Lagos, Quiberon) lors de la désastreuse tentative d’invasion de l’Angleterre et son activité militaire semble à l’arrêt jusqu’au début de 1761. 
En 1761, l’Achille stationne à Cadix sous les ordres du chevalier Raymond Modène. Le 6 juillet, il sort du port avec la frégate la Bouffonne (32 canons) mais rencontre le 17 une division anglaise forte de deux vaisseaux (le HMS Thunderer, le HMS Modest) et de deux frégates (la Thetis et la Favourite). Le déséquilibre des forces oblige l’Achille la Bouffonne à prendre la fuite. Les deux bâtiments se séparent pour entrainer les Anglais dans des directions différentes et les semer en jouant sur les différences de vitesse. Cette tactique fonctionne dans un premier temps car seul le Thunderer réussit à rejoindre l’Achille et à engager le combat le lendemain matin. Mieux armé avec ses 74 canons, le Thunderer aborde le l’Achille et le contraint à baisser pavillon après un combat assez violent (en). Le nombre des victimes sur l’Achille n’est pas connu, mais les pertes anglaises ne sont pas négligeables, avec 34 tués, 96 blessés et des dégâts importants causés par l’explosion d’un canon. Le manque de documents ne permet pas de savoir ce qu’est devenu l’Achille après sa capture. Sur l'intégralité de ce conflit catastrophique (1755-1763), l’Achille est l'un des trente-sept vaisseaux perdus par la France.